# Jean Primet
Jean Primet (29 mai 1910 Annonay - 10 août 1984, Vallon-Pont-d'Arc) est un homme politique français.

## Biographie
Originaire de l'Ardèche, il effectue ses études secondaires au collège de Libourne. Titulaire d'un baccalauréat mention philosophie puis d'une licence de lettres à l'Université de Bordeaux, il voyage pendant ses études  en Europe. Lecteur, puis docteur honoris causa de l'université de Königsberg, il va aussi à Sofia et Varsovie. À son retour en France, il exerce la profession d'instituteur. Il travaille à Entrammes, La Roë, Saint-Jean-sur-Mayenne, ou Coudray. En 1936, il est volontaire dans les Brigades internationales en Espagne.
Lorsque la Seconde Guerre mondiale éclate, il s'engage dans la Résistance :
- il participe au camouflage des dépôts d'armes en Savoie pour l'organisation de guérillas contre les Italiens ;
- il est chargé par le réseau Pro-Vel d'organiser l'évasion des juifs et des réfractaires au STO ;
- instituteur à La Roë, il dirige le groupe Loiron-La Gravelle Francs tireurs et partisans français en Mayenne. Arrêté le 31 juillet 1944, torturé, il est condamné à mort mais s'évade de la prison du Mans la veille de son exécution.

Il participe activement à l'organisation du Parti communiste français après la guerre. A la Libération, il est membre du Comité départemental de libération de la Mayenne.
Il est élu sénateur par l'Assemblée nationale au Conseil de la République en 1946. Il n'est pas réélu, le mode de désignation par l'Assemblée nationale étant supprimé, mais est choisi par le Parti communiste pour le représenter au Sénat pour le département de la Seine de 1948 à 1958. Par la suite, il se présente plusieurs fois à la députation et aux sénatoriales.
Il est nommé secrétaire du Conseil de la République les 25 novembre 1948 et 11 janvier 1949,.
Marié à Forcé, il rejoint l'Ardèche à sa retraite ou il tente un comeback politique comme candidat aux législatives de 1973, mais il n'obtient que 40,98 % des suffrages face au député gaulliste sortant Albert Liogier.

## Distinctions
- Médaille de la Résistance française avec rosette (3 aout 1946)[3]